# Pelidnota fusciventris
Pelidnota fusciventris es una especie de escarabajo del género Pelidnota, familia Scarabaeidae. Fue descrita científicamente por Ohaus en 1905.
Habita en Perú y Brasil.